# Ninja Jajamaru-kun

Ninja Jajamaru-kun (parfois stylisé Ninja JaJaMaru-kun) est une série de jeux vidéo créée par Ryuichi Nishizawa chez UPL Corporation avant d'être reprise par Hamster Corporation et Jaleco. Les jeux de la série mêlent plates-formes et action. Ils mettent en scène Ninja-kun (aussi appelé Taro ou Maru), un petit ninja vêtu de rouge.

## Titres
- 1984 : Ninja-Kun: Majō no Bōken (ou Ninja-Kid) sorti sur arcade, FM-7, NES, PC-88 puis réédité sur PlayStation 4 et Wii
- 1985 : Ninja Jajamaru-kun sorti sur arcade, MSX, NES puis réédité sur Nintendo 3DS, Wii, Wii U et Windows, également inclus dans Jaleco Collection Vol. 1 sur PlayStation
À l'occasion de sa ressortie sur Wii en 2007, le jeu reçoit la note de 7/10 sur Eurogamer[1], de 6/10 sur Nintendo Life[2], de 5/10 sur IGN[3] et de 3,5/10 sur GameSpot[4].
- 1986 : Jajamaru no Daibōken sur NES
- 1987 : Rad Action (Ninja-kun: Ashura no Shō, aussi appelé Ninja-Kid 2) sur arcade, MSX, NES puis réédité sur PlayStation 4 et Wii
- 1989 : Taro's Quest (JaJaMaru: Ninpō Chō) sur NES
- 1990 : Jajamaru Gekimaden: Maboroshi no Kinmajō sur NES
- 1990 : Maru's Mission (Oira Jajamaru! Sekai Daibōken) sur Game Boy puis réédité sur Nintendo 3DS
À sa sortie, les magazines allemands Video Games et Aktueller Software Markt lui attribuent respectivement la note de 58 %[5] et la note de 5,4/12[6].
- 1991 : Ginga Daisakusen sur NES
- 1991 : Ninja Taro (Sengoku Ninja-kun) sur Game Boy
- 1994 : Super Ninja-kun	 sur Super Nintendo
- 1997 : Ninja Jajamaru-kun: Onikiri Ninpō Chō sur PlayStation et Saturn, premier jeu de la série en 3D
- 1999 : Ganso Jajamaru-kun sur WonderSwan
- 2004 : Jajamaru Jr. Denshōki sur Game Boy Advance
- 2013 : Ninja Jajamaru-kun: Sakura-hime to Karyu no Himitsu sur Nintendo 3DS

La série a fait également l'objet de plusieurs adaptations sous la forme de petits jeux sur téléphone mobile : Ninja-kun: Makyū Densetsu, Ninja-kun Pinball, Ninja-kun: Shitei Majō et Ninja Jajamaru-kun.

## Adaptations
Ninja Jajamaru-kun a été adapté en pachislot et sous la forme d'une comédie musicale au Japon.